# Cheltenham College

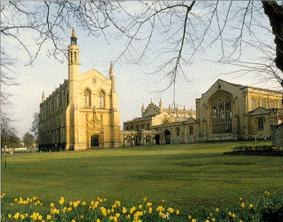
Cheltenham College

Le Cheltenham College est une public school mixte, installée à Cheltenham, dans le Gloucestershire en Angleterre. Cet établissement fut fondé en 1841 par l'Église anglicane pour l'éducation des garçons. La plupart d'entre eux se destinaient à la carrière militaire ou de fonctionnaires dans les colonies britanniques.
Il accueille environ 600 élèves, dont 150 externes. Ses résultats scolaires sont parmi les meilleurs du Gloucestershire.

## Anciens élèves (Old Cheltonians)
- Nick Abendanon, international de rugby anglais
- Lindsay Anderson, réalisateur, dont le film de 1968 If... a été tourné au collège de Cheltenham
- Jonah Barrington, joueur de squash, ancien champion du monde et numéro 1 mondial
- Tom Beim, international de rugby anglais
- Simon Danielli, international de rugby écossais
- Jack Davenport, acteur
- Nigel Davenport, acteur
- Betty de Courcy Ireland, socialiste et pacifiste irlandaise
- Ian MacArthur, homme politique
- Field Marshal Sir John Dill
- Ian Anthony Hamilton-Smith, 3e baron Colwyn, pair et homme politique.
- Lawrence Doe, international de football guinéo-équatorien
- Sir Charles Eliot, ambassadeur au Japon, 1919-1925
- Sir John Bagot Glubb (Glubb Pasha), commandant de la Légion arabe, 1939-1956
- Adam Lindsay Gordon, poète
- Major-General Sir Colin Gubbins, chef du S.O.E.
- Sir Alan Haselhurst, président adjoint de la Chambre des communes

- capitaine P. A. MacMahon (1861-1870), spécialiste de l'analyse combinatoire
- Lord Moore of Wolvercote, secrétaire particulier de la Reine de 1977 à 1986
- John Morley, rédacteur en chef de la Pall Mall Gazette
- Lt. Colonel Philip Neame, médaille d'or au tir aux Jeux olympiques d'été de 1924 (Paris)
- Robert Reid (homme politique), lord chancelier
- General Sir Hugh Michael Rose
- Patrick White, Prix Nobel de littérature (1973)
- Edward Adrian Wilson, explorateur polaire décédé avec Robert Falcon Scott en 1912